# Abbaye Saint-Emmeran
L’abbaye Saint-Emmeran (Kloster Sankt Emmeram ou Reichsabtei Sankt Emmeram), aujourd’hui divisée entre le château de Thurn und Taxis et la basilique Saint-Emmeran, est une abbaye bénédictine aujourd'hui disparue, fondée vers 739 à Ratisbonne (Bavière), sur la tombe de l’évêque missionnaire franc, saint Emmeran de Ratisbonne.
Le monastère de Saint-Emmeran a émergé d'une église Saint-Georges au-dessus d'un site funéraire paléochrétien situé dans la zone de peuplement urbain au sud-ouest à l'extérieur du camp de légionnaires romains de Castra Regina. Saint-Emmeran de Ratisbonne y fut enterré au VIIe siècle apr. J.-C.
Sous le duc Arnulf Ier de Bavière, le mur ouest de l'ancien camp de légionnaires romains a été démoli après 920 afin de pouvoir inclure les bâtiments du monastère dans la zone protégée de la ville émergente de Ratisbonne grâce à la nouvelle construction du mur d'Arnulf. Après la fin des travaux de construction, le monastère de Saint-Emmeran a été élevé au statut d'abbaye impériale en 972 et Ramwod a été nommé son premier abbé indépendant en 975.
Le Codex Uta, manuscrit enluminé occidental probablement le plus important de son époque, a sans doute été produit par le scriptorium de l'abbaye, dirigé par le moine érudit Hartwig, à destination de la chanoinesse Uta (1002-1025), abbesse de l'abbaye Niedermünster de la même ville.
Au XIe siècle, Saint-Emmeran fut le point de départ de la réforme clunisienne dans le Duché de Bavière et dans le Margraviat de Nordgau. En 1295, le roi Adolphe de Nassau a accordé le droit de régale à l'abbaye sur la base d'un faux document du roi Louis IV l'Enfant, donnant à Saint Emmeram l'immédiateté impériale.
Après la guerre de Trente Ans, en 1658, l'abbé de Saint-Emmeran participa à la Diète d'Empire avec une "voix curiée" sur la banque des prélats impériaux rhénans. À partir de 1663, la "Diète perpétuelle" se réunit à l'ancien hôtel de ville de Ratisbonne, facile d'accès par le Danube depuis différentes parties de l'empire. En 1731, l'empereur confirma la dignité d'un abbé princier à l'abbaye. De 1731 à 1733, l'église abbatiale Saint-Emmeran, incendiée puis reconstruite à plusieurs reprises, est remaniée dans le style baroque par les frères Cosmas Damian et Egid Quirin Asam qui se sont fait connaître pour leur travail de stuc sur la cathédrale de Freising et l'Asamkirche à Munich.
Après la sécularisation de l'ancien monastère de Saint-Emmeran en 1803, le souverain de l'époque Karl Theodor von Dalberg fit don du monastère et de ses vastes terres à la Maison de Tour et Taxis qui résidait à Ratisbonne en tant que commissaires principals (représentants de l'Empereur et présidents du parlement) au "Reichstag perpétuel" (la Diète d'Empire) depuis 1748. La famille avait auparavant vécu dans divers bâtiments de l'abbaye en tant que locataires. Le Reichstag ayant été dissous après la fin de l'ancien Empire en 1806, il y avait un risque que la famille quitte la ville, d'autant plus que le siège de leur société postale se trouvait à Francfort-sur-le-Main, ce qui aurait entraîné la perte de nombreux emplois. A l'inverse, l'ancien palais de la famille à Francfort, le Palais Thurn und Taxis, est devenu le siège du Bundestag de 1815 à 1866. Le royaume de Bavière confirma le transfert de propriété du monastère en 1815 en compensation de la cession des droits postaux.
La chapelle de la crypte des princes de Tour et Taxis attenante à l'aile ouest du cloître a été construite en 1836/41. Sous le prince Maximilien Charles, les travaux commencèrent en 1827 sur le terrain ouest du palais de l'ancien jardin de l'abbaye pour la construction d'une écurie et d'un manège d'après les plans de l'architecte de la cour royale bavaroise Jean Baptiste Métivier. Ce n'est qu'en 1883/88, sous le prince Maximilien Maria de Tour et Taxis, que son architecte de la cour Max Schultze a converti et agrandi les anciens bâtiments abbatiaux pour en faire le palais résidentiel actuel. En 1904, l'ancien département de construction du monastère a été démoli et le Hofmarschallamt (bureau du maréchal de la cour) a été construit à sa place.

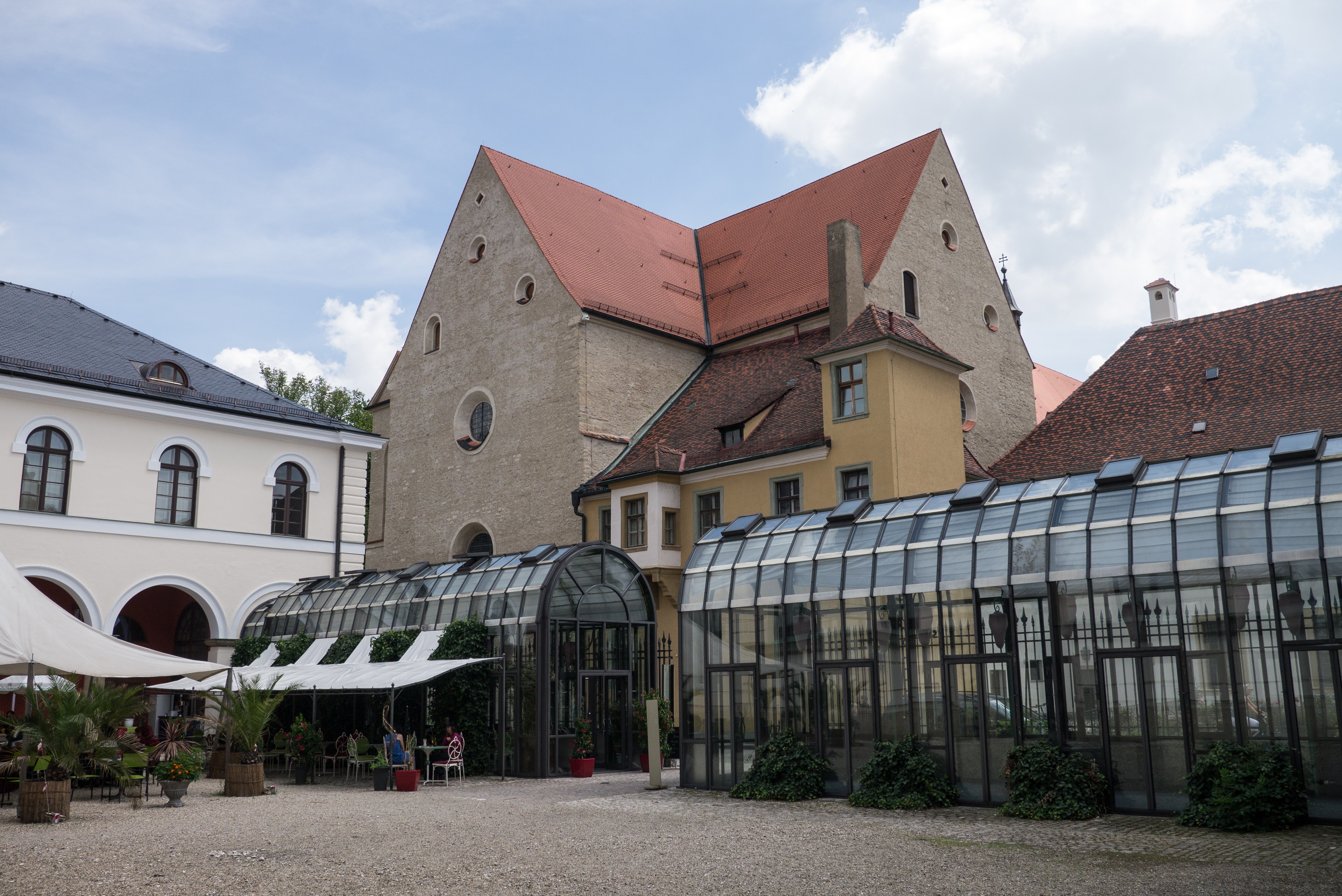
Chœur de l'église du monastère
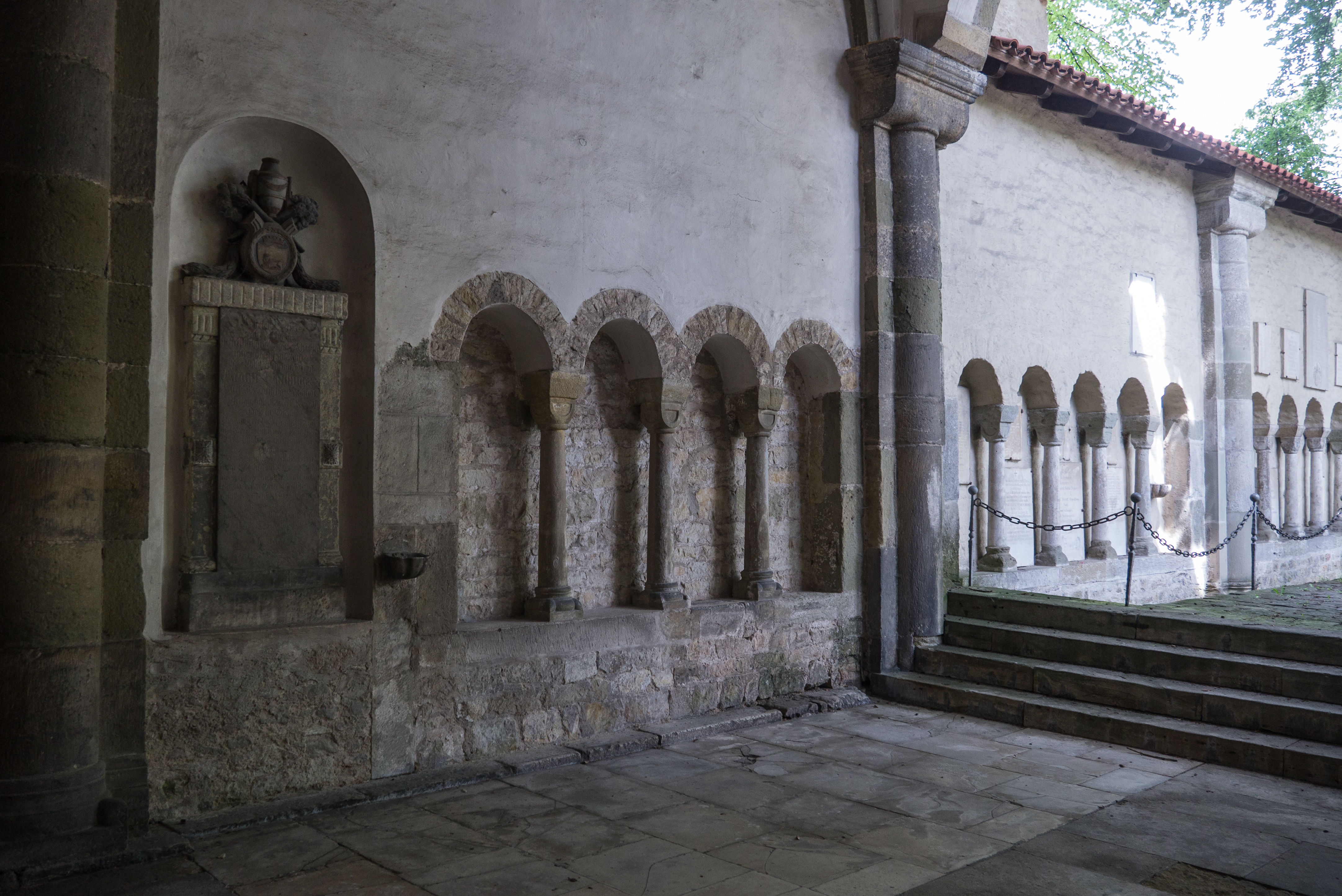
Mur du cloître roman
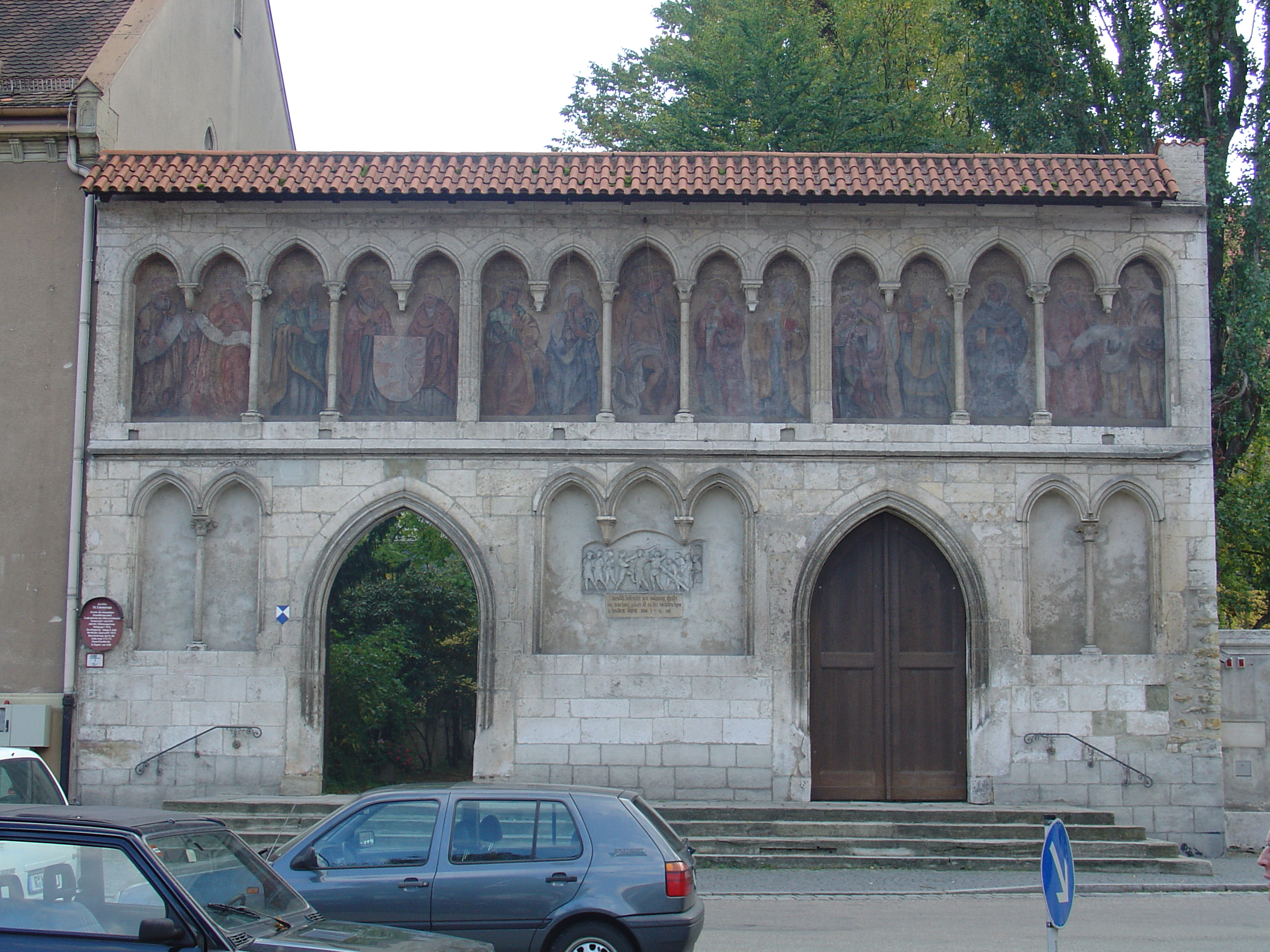
Mur extérieur gothique
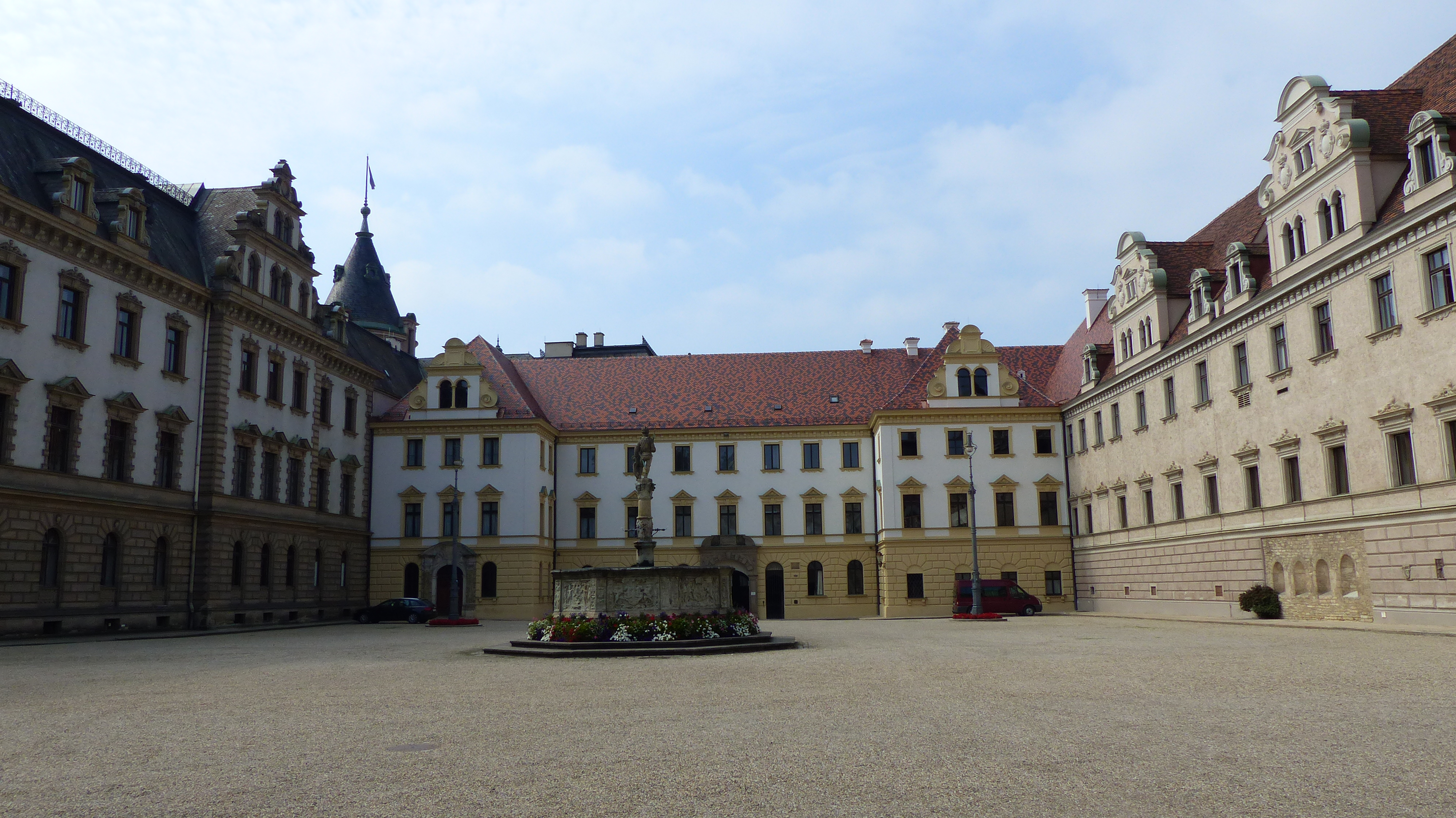
Cour intérieure du complexe monastique transformé en château

Les projets de reconversion de parties de l'ancienne abbaye impériale en hôtel de luxe ont été contrecarrés en 2007 par une initiative citoyenne soutenue par de nombreux historiens, qui ont souligné que l'ancienne abbaye avait occupé un rang similaire aux abbayes de Lorsch ou de Saint-Gall pendant la période carolingienne, qui toutes deux ne seront jamais transformées en hôtel.
Les salles d'apparat du palais avec des tapisseries de la période bruxelloise et des meubles intérieurs du Palais Thurn und Taxis de Francfort-sur-le-Main peuvent être visitées. Une partie du cloître et des bâtiments attenants de la partie la plus ancienne du monastère ont été conservés. Contrairement aux salles du monastère, qui ont été transformées en salles d'apparat, le cloître n'a pas été modifié. Faisant partie du musée, il peut être visité lors de visites guidées. Dans les écuries princières (Marstallmuseum) vous pouvez visiter les voitures historiques et le Trésor princier de Thurn und Taxis, un musée annexe du Musée national bavarois.
Chaque été, la maîtresse de maison, Gloria de Tour et Taxis, organise des fêtes de château de plusieurs jours avec des représentations d'opéras, de comédies musicales et de concerts classiques et modernes.